# ویلتون، ویلتشر
latitudeویلتون، ویلتشرlongitudeویلتون، ویلتشر
ویلتون، ویلتشر (به انگلیسی: Wilton, Wiltshire) یک منطقهٔ مسکونی در انگلستان است که در جنوب غربی انگلستان واقع شده‌است.

## خصوصیات
ویلتون ۳٬۸۷۳ نفر جمعیت دارد.